# Le Drone (site web)
Pour les articles homonymes, voir Drone (homonymie).
Le Drone (précédemment The Drone) est un site internet de critique musicale en ligne basé à Paris et édité par Milgram Productions.

## Historique
The Drone est fondé en 2009 par Clément Mathon et David Pais, qui avaient travaillé ensemble auparavant pour l'émission Tracks sur Arte. Ils sont rejoints deux ans plus tard par Olivier Lamm (Chronic'art). En 2014, le site fête ses cinq ans en organisant une série de concerts à la Gaîté Lyrique. En 2015 The Drone co-produit avec Radio France et France Télévisions « Séquences », une série de concerts exclusifs filmés et diffusés sur le site du magazine et sur Culturebox. Parmi les premiers artistes invités figurent notamment Étienne Jaumet, Syracuse, Somaticae, Low Jack ou encore Ben Vedren. En 2017, le site change de mise en page et de nom pour devenir Le Drone.